# براين لي (مصارع)
براين لي (بالإنجليزية: Brian Lee)‏ (26 نوفمبر 1966) مصارع أمريكي محترف متقاعد كان أول ظهور له في عام 1988 ، وقد عمل في العديد من إتحادات المصارعة المحترفة وإشتهر بدور أندرتيكر المزيف في عام 1994 في اتحاد الدبليو دبليو إي ، وقد اعتزل المصارعة عام 2014 .

## روابط خارجية
- براين لي على موقع WrestlingData.com (الإنجليزية)
- براين لي على موقع CageMatch worker (الإنجليزية)
- براين لي على موقع قاعدة بيانات المصارعة على الإنترنت (الإنجليزية)
- براين لي على موقع عالم المصارعة على الإنترنت (الإنجليزية)
- براين لي على موقع عالم المصارعة على الإنترنت (الإنجليزية)

- براين لي على موقع IMDb (الإنجليزية)
- براين لي على موقع قاعدة بيانات الفيلم (الإنجليزية)
- براين لي على موقع كينوبويسك (الروسية)